# Ixora duckei
Ixora duckei är en måreväxtart som beskrevs av Paul Carpenter Standley. Ixora duckei ingår i släktet Ixora och familjen måreväxter. Inga underarter finns listade i Catalogue of Life.